# مجموعة مستشفيات كليوباترا
مجموعة مستشفيات كليوباترا هي شركة مساهمة تعمل في مجال الرعاية الصحية في مصر، تأسست في عام 2014. تضم حاليا 7 مستشفيات (كليوباترا «مصر الجديدة»، كليوباترا «أكتوبر»، القاهرة التخصصي، النيل بدراوي، الشروق، الكاتب، بداية).

## المستشفيات والمراكز التابعة
- المستشفيات:

وتضم المجموعة عدة مستشفيات بنطاق القاهرة الكبرى، وهي:
1. مستشفى كليوباترا (مصر الجديدة): تأسست عام 1984، وتضم 182 سرير.[2]
2. مستشفى كليوباترا (مدينة السادس من أكتوبر).
3. مستشفى القاهرة التخصصي: تضم 180 سرير.[3][4]
4. مستشفى النيل بدراوي: تأسست عام 1985، وتضم 152 سرير.[5]
5. مستشفى الشروق: تأسست عام 1996، وتضم 121 سرير.[6]
6. مستشفى الكاتب.
7. مستشفى بداية.

- العيادات:

1. مجمع عيادات كليوباترا الشيخ زايد.[7]
2. مجمع عيادات كليوباترا التجمع الخامس.[8]

- مشاريع قيد التنفيذ أو متوقفة

1. مستشفى كليوباترا هيفن (مدينة السادس من أكتوبر): وقعت كليوباترا عقد حق انتفاع لمدة 18 عاما لمستشفي هيفن الكائنة بمدينة السادس من أكتوبر بمحافظة الجيزة والمملوكة لوزارة الداخلية.[9]
2. مستشفى كليوباترا سكاي (التجمع الخامس): وقعت كليوباترا اتفاقية استكمال أعمال بناء وإدارة وتشغيل لمدة 27 عاما ل(مستشفى سكاي) المملوكة لصندوق الإسكان والخدمات الاجتماعية للعاملين بقطاع البترول والشركة المصرية للغازات الطبيعية (جاسكو) والشركة المصرية لتوزيع الغاز الطبيعي للمدن (تاون جاس).[10]
3. مستشفى كليوباترا النهضة (بني سويف): في عام 2019 أعلنت كليوباترا عن توقيع اتفاقية مشروع مشترك مع جامعة النهضة للتعليم والإدارة وشركة تعليم الخدمات الإدارة، لإنشاء وتشغيل أول مستشفى تابعة لكليوباترا في محافظة بني سويف، باستثمارات حوالي 360 مليون جنيه.[11]
4. مستشفى كوينز «خارج الخدمة»: استحوذت عليها كليوباترا في عام 2019 واعلنت إيقاف تشغيلها في عام 2022.[12][13]
5. مجمع عيادات كليوباترا المعادي «تحت الإنشاء».[14]

## محاولات الإندماج والاستحواذ

### مجموعة ألاميدا
في 10 مايو 2021 أعلنت مجموعة مستشفيات كليوباترا، عن إنتهاء مفاوضاتها للاستحواذ على مجموعة ألاميدا للرعاية الصحية دون التوصل إلى اتفاق.
كانت مجموعة كليوباترا وقعت مع مجموعة ألاميدا في ديسمبر 2020 اتفاقية مبدأية تقضي بدمج منشآت ألاميدا مع مجموعة مستشفيات كليوباترا.
وكان من المتوقع أن يتم تفعيل الصفقة وتشغيل الكيان المدمج قبل يونيو 2021 ليتكون أكبر كيان بالقطاع الخاص للرعاية الصحية في مصر يسيطر على 1450 سريرا، وهو ما يصل إلى نحو 15% من إجمالي عدد الأسرة في المستشفيات الخاصة بالقاهرة و4% في مصر، قدرت بلومبرج قيمته بين 450 و500 مليون دولار. وذلك بعد انتظار موافقة الجهات الرقابية عليها، قبل أن يتم إعلان عدم التوصل إلى اتفاق نهائي بين الكيانين.
وفي نهاية ديسمبر 2020، قرر جهاز حماية المنافسة ومنع الممارسات الاحتكارية، بشكل مبدئي عدم منح الموافقة على عملية الاستحواذ لوجود مؤشرات بالتأثير سلبا على قطاع الرعاية الصحية في مصر من خلال إنشاء كيانات احتكارية في سوق المستشفيات في مصر، وما قد يتبع ذلك من:
- الإضرار بالرعاية الصحية للمواطن المصري ورفع أسعارها وانخفاض جودتها وإضعاف فرص الاستثمار المحتملة أو المرجوة في هذا القطاع.
- رفع أسعار الخدمات الطبية المقدمة للدولة بالنظر إلى إمكانية مشاركة مستشفيات القطاع الخاص في منظومة التأمين الصحي الشامل وخدمات الطوارئ الإلزامية.
- سيطرة مجموعة كليوباترا على الكفاءات الطبية من الأطباء والأطقم الطبية المختلفة، والتحكم في أجورهم لعدم وجود بديل أو منافس قوي يمكن الاستعاضة به عن شركة كليوباترا في حال قيامها بالاستحواذ على أقرب منافسيها وهي شركة ألاميدا للرعاية الصحية.[15][16]

### شركة الإسكندرية للخدمات الطبية
في 17 مايو 2021 أعلنت مجموعة مستشفيات كليوباترا عن تقدمها بعرض شراء إجباري غير ملزم للاستحواذ على 100% من أسهم شركة الإسكندرية للخدمات الطبية (المركز الطبي الجديد). إلا ان الصفقة لم تكلل بالنجاح.

### الشراكة بمستشفى المراسم الدولية
في 3 نوفمبر 2021 دخلت مجموعة كليوباترا في مفاوضات متقدمة مع شركة المراسم الدولية للمشاركة في مشروع مستشفى في القاهرة الجديدة، بدأت شركة المراسم إنشائها على قطعة أرض حصلت عليها في مزايدة سابقة طرحتها هيئة المجتمعات العمرانية الجديدة، على أن تقوم “كليوباترا” بضخ استثمارات لتجهيز وتشطيب المستشفى بنظام المشاركة، إلا أنه لم يتم الإعلان رسمياً عن استكمال الصفقة.

### مستشفى النزهة الدولي
في 17 يناير 2018 أعلنت مجموعة مستشفيات كليوباترا عن تقدمها بعرض خاص شراء 7.2 مليون سهم تمثل نسبة 100% من أسهم رأس مال شركة مستشفى النزهة الدولي بسعر نقدي 90 جنيهًا مصريًا للسهم الواحد. إلا ان الصفقة لم تكلل بالنجاح.

## أنظر أيضاً
- مجموعة ألاميدا
- مينا هيلث بارتنرز
- مجموعة مستشفيات مبرة العصافرة
- السعودي الألماني الصحية
- مجموعة علاج الطبية
- مجموعة أندلسية